# César Sirot
Pour les articles homonymes, voir Sirot.
César Sirot,  né le 27 octobre 1844 à Valenciennes  (Nord) et décédé le  29 janvier 1914 à  Trith-Saint-Léger (Nord), est un maître de forges et un homme politique français.

## Biographie
Fils d'un maître de forges et frère de Hector Sirot et de Jules Sirot, il s'associe à son père et s'engage en 1870 dans le 3e régiment de zouaves. Maire de Trith-Saint-Léger de 1878 à 1900, Conseiller général du Canton de Valenciennes-Sud de 1895 à 1914 et député de la 3e circonscription de Valenciennes de 1899 à 1902. Il siège comme radical de gauche et vote la loi de séparation de l'Église et de l'État. Mis en difficulté lors des élections de 1902, il se retire au second tour en faveur du candidat socialiste.

## Sources
- « César Sirot », dans le Dictionnaire des parlementaires français (1889-1940), sous la direction de Jean Jolly, PUF, 1960 [détail de l’édition]